# Lac de l'Aréna
Le lac de l'Aréna est un lac de la région Provence-Alpes-Côte d'Azur, dans le département du Var sur le fleuve l'Argens.

## Géographie
Le lac de l'Aréna se situe sur la commune de Roquebrune-sur-Argens, au pied du rocher de Roquebrune. Il est alimenté en eau par l'Argens, toute proche.

## Histoire
Le lac a été une carrière d'extraction de sable.

## Tourisme
Après la mise en eau de l'ancienne carrière, une plage de baignade, ainsi qu'une base nautique sont aménagées. La pratique de plusieurs sports et activités sont permis, notamment, le ski nautique, la planche à voile, le pédalo. Un mini-golf est également proposé, en saison estivale. 